# Karosa B 841
Karosa B 841 (русск. [каро́са вэ о́см сет чтыржице́т еде́н]) — модель городского сочленённого высокопольного автобуса производившегося компанией Karosa в городе Високе-Мито в 1997—1999 годах.

## Конструкция
Модель B 841 является продолжением серии 700, поэтому это трёхосный двухсекционный автобус с кузовом полунесущей конструкции, соединённый между секциями узлом сочленения, с двигателем за задней осью. Визуально автобус идентичен модели B 741. По правому борту размещены четыре двустворчатых навесных прислонно-сдвижных двери (передняя уже чем остальные). Компоновка салона — 1+2 и 2+2 над осями. Модель B 841 отличается от B 741 красным цветом поручней в салоне и наличием вентиляционных люков (в B 741 была особая вентиляционная система), а также улучшенной изоляцией салона. Кроме того, были изменены механизмы фиксации дверей в закрытом состоянии, в связи с низкой морозоустойчивостью этих механизмов в модели B 741.

## Производство
B 841 производилась с 1997 по 1999 год, и в основном была предназначена для экспорта в страны бывшего Советского Союза. Поставка автобусов в эти страны велась до 1999 года, в том же году было окончено производство серии 800. Всего было выпущено не менее 112 автобусов, 100 из них поступили для эксплуатации в Омск, 9 — в Каунас, минимум 3 — в Казань